# Часи без числа
«Часи без числа» (англ. Times Without Number) — це роман про подорожі в часі / альтернативну історію Джона Браннера.

## Історія видання
Спочатку Бруннер написав три оповідання, опубліковані в 1962 році в послідовних випусках британського журналу Science Fiction Adventures: «Вчорашня здобич» у № 25, «Ненаписане слово» у № 26 і «Повнота часу» у №. 27.
Того ж року з'явилася значно інша версія як роман-фікс під назвою «Часи без числа», який був опублікований у парі разом із «Орбітою долі» Дональда Воллгейма (використовуючи псевдонім Девід Гріннелл).
У 1969 році видавництво Ace Books знову опублікувало книгу у версії, значно переглянутій і розширеній Бруннером, яка відрізнялася як від журнальних історій, так і від роману 1962 року.

## Історична довідка сюжету
Сюжет книги розгортається в 1988—1989 роках, коли іспанська армада під командуванням герцога Пармського успішно вторглася в Англію в 1588 році за допомогою другої армії, яка вирушила з Іспанських Нідерландів під командуванням графа Бартона, позашлюбний нащадок католицького шотландського дому Стюартів, який вступив на службу в Іспанію і виявився одним із найбільших військових талантів історії; після звільнення Парми з посади іспанського командувача в Нідерландах, щоб герцог міг взяти на себе командування армадою, Бартон розпочав блискавичну кампанію, яка придушила їхнє повстання та увічнила іспанське панування та католицьку релігію.
У якийсь невизначений пізніший час Іспанії також вдалося завоювати та поглинути свого давнього суперника Францію через обставини, які, очевидно, не вважаються такими ключовими, як завоювання Англії. Під час Армади Франція була глибоко втягнута в Релігійні війни, в яких Іспанія підтримувала Католицьку лігу, а королева Англії Єлизавета та голландські повстанці підтримували французьких гугенотів. Очевидно, що знищення як Англії, так і голландців мало б велике значення для балансу сил у французьких війнах, але Бруннер не надає подробиць.
Однак, маючи повні руки на півночі, іспанці знехтували захистом своєї власної іберійської батьківщини, яка була відвойована ісламськими силами Середземноморського халіфату — титанічна подія, про яку також не наводяться подробиці. Іспанські біженці переїхали до Британії, яка стала новою базою їхньої імперії, і жителі якої поступово асимілювалися. Іспанська витіснила англійську, яка ледь збереглася як «принижена селянська мова». Іспаномовне населення столиці Лондона називало себе «імперцями», а не «іспанцями», і, за винятком кількох твердолобих англійських націоналістів, вважали перемогу Армади благословенням.
Вже підкоривши Південну та Центральну Америку, імперія не мала великої потреби в Північній Америці. Замість того, щоб завоювати та колонізувати її самостійно, імперці озброїли ірокезів і заохотили їх розпочати велику кампанію завоювання аж до Тихого океану. Лідери ірокезів, які керували з Нового Мадрида (на місці Нью-Йорка), були прийняті до вищої знаті Імперії. Однак інші індіанські племена відчували обурення через домінування ірокезів і підтримку європейців — образа, яка, як виявилося, мала вирішальне значення в наступній частині книги.
У Європі Імперії протистояв «неоднорідний політичний альянс» Литви, Польщі, Пруссії та православної Московії, відомий як «роздратована, нестабільна» Конфедерація Сходу, яку Імперія вважала своєю «однолітньою супердержавою». Шотландія та Шведсько-Норвезька унія залишилися незалежними, остання була, по суті, останнім бастіоном протестантизму, який католицькі імперці вважали дещо дивною місцевою традицією. На Далекому Сході домінуючою державою було Середнє королівство Катай, де значно скромнішу роль відігравали культурно залежні від нього острови Чіпангу (правителі яких захоплювалися Імперією та «прагнули перетворити своє географічне розташування на політично аналогічну незалежність від материкової культури Катая, яка домінувала практично протягом усієї їхньої зафіксованої історії»).
У 1892 році італієць на ім'я Карло Борромео відкрив секрет подорожей у часі, хоча в іншому загальний рівень технологій залишався ненабагато вищим, ніж у XVI столітті, коли люди подорожували переважно верхи, а міста освітлювалися вогнями. У принципі, подорож у часі можна було б використовувати як засіб телепортації, але це передбачало б перебування мандрівника в двох місцях одночасно, принаймні на частку секунди; побоюючись парадоксу часу, таке використання пристрою було суворо заборонено.
Більше того, люди швидко зрозуміли, що подорожі в часі можуть фактично стати зброєю масового знищення, недбале чи нещадне використання якої може зруйнувати всю теперішню реальність — і зокрема, що вона може забезпечити дві великі держави, замкнені в довготривала холодна війна із засобами повного та взаємного знищення один одного (подібно до ядерної зброї в нашому світі). Щоб запобігти цій небезпеці, використання подорожей у часі суворо регулювалося ретельно сформульованим «Празьким договором» і обмежувалося двома елітними органами — Товариством часу Західної імперії та Темпоральним коледжем Конфедерації — обидва з яких контролюються Католицькою Церквою в відповідно до спеціальної папської булли De tenebris temporalibus (з якої Бруннер надає частину латинського тексту). Обидві великі держави хочуть зберегти свою монополію на подорожі в часі та стурбовані спробами катаян розробити апарат часу поза рамками Празького договору під наглядом Ватикану (подібно до того, як на момент написання статті американці та Радянський Союз намагалися запобігти китайцям). досягнення ядерної зброї).
Хоча рабство все ще існує, а демократія так і не з'явилася, панівна католицька церква є менш нетерпимою та жорстокою, ніж за часів Армади. Протестантизм, який зберігся лише в Скандинавії, сприймається радше з цікавістю, ніж ворожістю, і хоча інквізиція все ще існує, вона давно відмовилася від тортур на користь гіпнозу . Крім того, є згадка про рух за рівноправність жінок, принаймні серед жінок вищого класу. (Шведські жінки згадуються як більш наполегливі, ніж жінки з інших країн, оскільки вони були відомі тим, що були в нашому світі на момент написання статті.)
Загалом, альтернативне ХХ століття, зображене Бруннером, є значно гуманнішим, ніж те, що в «Павані» Кіта Робертса, написаному кількома роками пізніше і також заснованому на перемозі іспанської армади.

## Короткий зміст сюжету
У 1988 році дон Міґель Наварро є «ординарним ліценціатом» Товариства часу. Основним обов'язком дона Міґеля як ліценціата є забезпечення збереження історії, щоб жодна зміна не зруйнувала імперію. Під час вечірки, влаштованої маркізою ді Жорке, його господиня демонструє золоту ацтекську маску, яку нещодавно отримала в подарунок. Миттєво визнавши це контрабандою, дон Міґель починає розслідування, яке зрештою призводить до викриття та арешту дона Арчімбольдо Руїса, видатного шляхтича (а також хитрого та спритного лиходія), який займається незаконним придбанням товарів минулого. Потім дону Міґелю доручають повернути об'єкт в те саме місце в минулому, звідки його було взято, вчасно для використання в ацтекських кривавих обрядах масових людських жертвоприношень, в які він зобов'язаний не втручатися, але які не дають йому спокою. Завдяки своєму успіху дона Міґеля вшановують і називають людиною майбутнього.
Через деякий час, відвідуючи новорічний бал, організований принцом Нової Кастилії — нашої Північної Америки — принцом крові та командиром Товариства часу, дон Міґель зустрічає леді Крістіну, дочку шведського посла. За її підказкою вони залишають вечірку, щоб самостійно дослідити місто Лондон. Проте, прогулюючись однією з вулиць міста, вони зустрічають незвичайно одягнену жінку, на яку нападають чоловіки, які мають намір зґвалтувати її, але, як виявляється, вона більш ніж здатна подбати про себе, знерухомивши кілька своїх нападників, перш ніж Дон Міґель здатний збити її з свідомості (читач може легко розпізнати, що вона володіє якимось бойовим мистецтвом, але в світі дона Міґеля вони невідомі на Заході).
Відвівши жінку до штаб-квартири Товариства, він намагається повернутися до палацу принца в пошуках отця Рамона, єзуїтського магістра-теоретика Товариства, але його зупиняє панікуючий натовп, який забиває вулиці. Там він дізнається про підпал палацу та смерть усіх зібраних сановників — включаючи всю королівську родину — від рук десятків жінок-войовниць (перенесений, виявляється, з альтернативної часової лінії, в якій індійський король на монгольському троні править всією Азією і Європою, і з яким таємно зв'язалися старші члени Товариства часу). Після зустрічі з отцем Рамоном вони повертаються до штаб-квартири Товариства, де за допомогою спеціальної перехресної меси зв'язуються з попередньою версією отця Рамона і запобігають масовій різанині. Однак, незважаючи на те, що епізод, здавалося б, закінчується добре, дон Міґель відчуває зростаючу тривогу, дізнавшись, що його начальство бере участь у небезпечних експериментах, і таким чином усвідомлюючи, що вся його реальність висить на надзвичайно тонкій нитці.
Потрібна відпустка, Дон Мігель їде до віддаленої Каліфорнії, глушини, куди європейці рідко навідуються. У цій історії не було каліфорнійської золотої лихоманки; золоті копальні в Каліфорнії належать імперському уряду і на них працюють місцеві корінні американські робітники. Під час відпочинку на фазенді біля місцевої шахти його господар, індіанський інженер на ім'я Дві Собаки, показує йому сталеве бурове свердло, знайдене в нещодавно розпочатій шахті.
Побоюючись порушення договору між Імперією та Конфедерацією Сходу, що регулює подорожі в часі, Дон Мігель сповіщає Товариство, яке починає повномасштабне розслідування. Проте, коли отець Рамон прибуває на місце події, він наполягає на тому, що ніяких порушень не було, хоча розвідувальна експедиція підтверджує, що в минулому на землі справді була група з ХХ століття. Подорожуючи на місце, дон Міґель і отець Рамон розмовляють з лідером групи і переконують його припинити операцію. Отець Рамон чітко сповнений рішучості розрядити напругу та практично будь-якою ціною уникнути загострення відносин між двома великими державами.
Причина цього стає зрозумілою після їхнього повернення: Дон Міґель дізнається, що «відкриття» насправді було підкинуто Двома Собаками, який очолює змову корінних американців, які виступають проти ірокезів і прагнуть повалити Імперію, і які маніпулюють Східною Конфедерацією і використовують її, але мають власні далекосяжні плани. У перестрілці, що виникла, Двом Собакам вдається втекти, а отця Рамона вбивають. Передбачається, що, зазнавши невдачі у своєму ретельно розробленому плані, Дві Собаки спробує відправитися в минуле і завдати тяжкого удару по минулому Імперії.
Вирішивши зберегти свою історію, Товариство відправляє дона Мігеля та десятки інших ліцензіатів у минуле, щоб перешкодити Двом Псам зірвати вирішальну подію Армади, але, перебуваючи під прикриттям у 1588 році в Кадісі, дон Мігель, на свій жах, виявляє, що Двом Псам це вже вдалося: другий заступник Парми, військовий геній граф Бартон, більше не існує — очевидно, його вбили Двоє Собак, коли він був ще нікому не відомим молодим шукачем пригод, — а сам Парма вже не є командувачем флотом. Терміново поспішаючи назад у сьогодення, дон Мігель сподівається встигнути пролунати останнє попередження, але його підхоплює хвиля зміни реальності, що насувається (дуже болісний досвід), і він потрапляє не до Нового Мадрида, а до його аналога — Нью-Йорка, що з'являється в Центральному парку на подив перехожих.
З цього дон Мігель розуміє, що люди зміненої часової лінії не знають про подорожі в часі, що дало б їм чітке пояснення появі людини, яка з'являється з повітря, і що він є єдиною людиною в цій часовій лінії, яка знає таємницю подорожей у часі. Розмірковуючи над цим, він доходить висновку, що часові лінії, в яких існують подорожі в часі, врешті-решт руйнуються самі по собі, коли хтось змінює реальність, що призводить до винайдення самої подорожі в часі. Він вирішує прийняти те, що відбувається, як Божу волю і почати нове життя як «найсамотніший з усіх вигнанців» у світі, де він зараз перебуває, тримаючи подорожі в часі в таємниці і ніколи не розкриваючи своїх знань про те, як побудувати працюючу машину часу. А тим часом безжальний вчинок Двох Собак проти Імперії обертається бумерангом проти власного народу Двох Собак, створюючи часову лінію, де корінним американцям жилося набагато гірше, ніж у тій, яку він зруйнував.

## Природа часу
Як видно з приголомшливого висновку, у концепції подорожі в часі та її наслідків, розглянутих у цій книзі, може бути одна і тільки одна шкала часу. На відміну від інших книг про подорожі в часі, де зміна в минулому створює нову розгалужену часову шкалу, яка існує поряд зі старою, тут зміна минулого знищує всі наступні пізніші часи, а нова часова шкала зайняла місце попередньої. Як і в «Delenda Est» Пола Андерсона, існує зв'язок гри з нульовою сумою — щоб існувала одна шкала часу, інша має бути знищена.
Проте, у попередній частині, де Королівський палац спалено жінками-воїнами з іншої шкали часу, здається, що альтернативні шкали часу існують пліч-о-пліч, і що люди можуть переходити з однієї в іншу. Невідповідність ніколи не пояснюється повністю. Батько Рамон називає світ, звідки прийшли амазонки, «потенційним світом», що означає, що лише одна шкала часу є «дійсно реальною», тоді як інші мають лише «потенційну реальність». Все це, однак, ретельно охороняється таємницею старших членів Товариства, які обмірковують її богословські наслідки, а також наукові. Дон Наварро, як скромний ліценціат, не повинен був знати нічого з цього, і лише завдяки надзвичайній ситуації йому вдалося про це дізнатися. І перш ніж він зміг піднятися в ієрархії Товариства настільки, щоб отримати справжнє пояснення, вся його хронологія була безповоротно зруйнована.

## Схожість із «Світами Імперії» та «Лордом Дарсі»
«Часи без числа» спочатку було опубліковано того ж року, що й «Світи Імперії» Кіта Ломера. Хоча в іншому випадку вони дуже різні, альтернативні часові шкали, зображені в обох книгах, дозволили італійському винахіднику наприкінці ХІХ століття зробити вирішальне відкриття (подорож у часі в одному випадку, подорож до альтернативних часових шкал в іншому), яке було використано світових великих держав і фундаментально формує подальшу історію.
Незважаючи на зовсім інше історичне походження, ХХ століття «Часів без числа» має багато схожості з серіалом про лорда Дарсі Рендалла Гаррета. В обох є католицька імперія, що базується в Лондоні та керує Британськими островами, Францією та всією Західною півкулею (з християнізованими індіанцями, прийнятими до її аристократії). І в обох роботах зображена імперія монархічна і консервативна, без жодних слідів демократії, але все ж відносно доброзичлива; замкнений у десятирічній холодній війні зі східноєвропейським суперником; технологічно відсталий порівняно з нашим світом, але все ще володіє ключовою галуззю знань (подорожі в часі, магія), невідомою нашому ХХ століттю.